# Марківська сільська рада (Добровеличківський район)
| Марківська сільська рада — колишній орган місцевого самоврядування у Добровеличківському районі Кіровоградської області з адміністративним центром у с. Маркове. 05.02.1965 Указом Президії Верховної Ради Української РСР передано Марківську сільраду Новоархангельського району до складу Добровеличківського району. Сільській раді підпорядковані населені пункти: - с. Маркове - с. Анатолівка |

## Склад ради
Рада складалася з 12 депутатів та голови.

### Керівний склад ради
| ПІБ                          | Основні відомості                                                         | Дата обрання | Дата звільнення |
| ---------------------------- | ------------------------------------------------------------------------- | ------------ | --------------- |
| Даленко Володимир Васильович | Сільський голова, 1955 року народження, освіта, безпартійний              | 26.03.2006   | 31.10.2010      |
| Олійник Ольга Вікторівна     | Сільський голова, 1965 року народження, освіта вища, член Партії регіонів | 31.10.2010   |                 |

Примітка: таблиця складена за даними джерела

## Населення
За переписом населення України 2001 року в сільській раді мешкали 354 особи.

### Мова
Розподіл населення за рідною мовою за даними перепису 2001 року:
| Мова       | Відсоток |
| ---------- | -------- |
| українська | 96,05 %  |
| молдовська | 2,26 %   |
| російська  | 1,69 %   |